# فرودگاه بلک راک
فرودگاه بلک راک (به انگلیسی: Black Rock Airport) یک فرودگاه همگانی بهره‌برداری هوایی است که یک باند فرود آسفالت دارد و طول باند آن ۱۴۶۵ متر است. این فرودگاه در کشور ایالات متحده آمریکا قرار دارد و در ارتفاع ۱۹۶۷ متری از سطح دریا واقع شده‌است.